# ALFA-X
O Classe E956 (E956形), conhecido como ALFA-X, é um trem de alta velocidade experimental de dez vagões operado pela East Japan Railway Company (JR East) no Japão, criado para testar tecnologia a ser incluída em futuros trens com velocidades operacionais de até 360 km/h (220 mph). O nome é um acrônimo para "Advanced Labs for Frontline Activity in rail eXperimentation". A primeira composição foi apresentada em 9 de maio de 2019.

## Especificações
O trem experimental está sendo testado em velocidades de até 400 km/h (250 mph) para testar novas tecnologias a serem incorporadas em novos trens com velocidades comerciais de até 360 km/h (220 mph). Essas tecnologias incluem amortecedores para reduzem as vibrações em caso de terremotos, diminuindo as chances de descarrilamento. O formato de sua carroceria também reduz a aderência da neve.
O trem E956 testa dois formatos diferentes de "nariz", assim como o Fastech 360. O nariz do vagão 1 tem 16 metros de comprimento e é um design totalmente novo, enquanto o nariz do vagão 10 é semelhante ao do Shinkansen séries E5 e ao do Shinkansen séries H5, mas tem 22 metros de comprimento, com apenas 4,5 metros para os passageiros dispostos em três fileiras de assentos. O ALFA-X apresenta freios elétricos e um sistema de freio aerodinâmico acoplado ao teto do carro, chamado de freio a ar.

## História
A JR East anunciou seus planos de fabricar um trem de teste de dez carros em 4 de julho de 2017, a ser entregue na primavera de 2019 para testes extensivos. O trem foi apresentado em 9 de maio de 2019.
O trem atingiu a velocidade de 320 km/h (200 mph) em maio de 2019, atingindo a velocidade operacional máxima dos serviços mais rápidos do Tōhoku Shinkansen.
O trem já atingiu 400 km/h (249 mph), a velocidade máxima nos testes, embora a velocidade máxima comercial deverá ficar limitada a 360 km/h (224 mph).